# حارة الفوز (أزال)
حارة الفوز هي إحدى حارات حي أزال بمديرية أزال في مدينة صنعاء، بلغ تعداد سكانها 268 نسمة حسب تعداد اليمن لعام 2004.